# Sto hvězdných kapitánů
Sto hvězdných kapitánů je kniha encyklopedického charakteru, jejímž autorem je publicista Milan Codr. Vyšla v roce 1982. Jsou v ní základní data o první stovce kosmonautů světa a jejich letech do vesmíru.

## Data o knize
Knihu autor napsal v roce 1982 a téhož roku ji vydalo ve své edici Delfín nakladatelství Práce – vydavatelství a nakladatelství ROH jako svou 5956. publikaci. Obsahuje desítky černobílých i barevných fotografií převzatých od agentur APN, NASA, od fotografů Bohumila Novotného, Zdeňka Labíka a zčásti pořízených autorem knihy. Byla vytištěna tiskárnou Polygrafia n.p. Náklad vázané knihy s barevnou obálkou byl 40 000 výtisků, prodejní cena 70 Kčs. Obsahuje 480 stran plus 32 stran příloh.

## Členění obsahu
Na počátku je úvod autora, pak stať věnovaná prvním třem kosmonautům světa, třetí část je věnována 48 sovětským kosmonautům, čtvrtá 42 americkým, pátá sedmi kosmonautům ze socialistických zemí, šestá krátké představení dalších desítek amerických kosmonautů připravujících se na lety v raketoplánech. Závěrečnou část knihy tvoří chronologické tabulky a soupis použitých pramenů.
Druhá až pátá část knihy má obdobný systém uspořádání údajů. Každé osobnosti je věnováno 4-11 stran textu a fotografií, přičemž úvodem jsou vypsány základní údaje životopisné a o absolvovaných letech. Další text je věnován životopisu podrobněji a hlavně zážitkům z oběžné dráhy. Řazení osobností je uvnitř statí abecedně. Výjimkou je heslo Vladimír Remek, které je ve stati kosmonautů socialistických zemí jako první. 